# Flevoland
Flevoland je nizozemská provincie, která se nachází v samém centru země. Provincie byla ustanovena 1. ledna 1986 jako 12. provincie státu. Hlavním městem je Lelystad, největším městem je však Almere, které plní roli amsterdamského předměstí. Flevoland má zhruba 370 000 obyvatel a skládá se ze 6 obcí. S výjimkou bývalých ostrovů Urk a Schokland se území provincie nachází na polderech Noordoostpolder a Flevopolder (sestávající z Oostelijk Flevoland a Zuidelijk Flevoland) vytvořených v průběhu 20. století v rámci projektu Zuiderzeewerken. Noordoostpolder sousedí s provincií Overijssel, Flevopolder je od provincií Overijssel, Gelderland, Utrecht a Severní Holandsko oddělen vodní plochou tzv. „okrajových jezer“ Randmeren.
Provincie je rozdělena do 6 obcí:
- Almere
- Dronten
- Lelystad
- Noordoostpolder
- Urk
- Zeewolde